# Вігольтінген
Вігольтінген (нім. Wigoltingen) — громада  в Швейцарії в кантоні Тургау, округ Вайнфельден.

## Географія
Вігольтінген має площу 17,1 км², з яких на 11,5% дозволяється будівництво (житлове та будівництво доріг), 74,7% використовуються в сільськогосподарських цілях, 12,3% зайнято лісами, 1,5% не є продуктивними (річки, льодовики або гори).

## Демографія
2019 року в громаді мешкало 2464 особи (+14,1% порівняно з 2010 роком), іноземців було 16,6%. Густота населення становила 144 осіб/км².
За віковим діапазоном населення розподілялося таким чином: 22,4% — особи молодші 20 років, 61,9% — особи у віці 20—64 років, 15,7% — особи у віці 65 років та старші. Було 1009 помешкань (у середньому 2,4 особи в помешканні).
Із загальної кількості 967 працюючих 206 було зайнятих в первинному секторі, 440 — в обробній промисловості, 321 — в галузі послуг.